# Lijst van Lord High Admiral of Scotland en vice admiral of the admiralty of Scotland
Lijst van lord high admiral of Scotland en vice admiral of the admiralty of Scotland.

## Lord high admiral
- Henry Sinclair, 1e graaf van Orkney - tot Robert III van Schotland, (?)
- George Crichton, 1e graaf van Caithness - tot Jacobus II van Schotland, (?)
- William Sinclair, 1e graaf van Caithness en 3e graaf van Orkney - tot Jacobus II, (?)

- David Lindsay, 1e hertog van Montrose, 5e graaf van Crawford, later hertog van Montrose, 1476
- Alexander Stewart, 1e hertog van Albany, 1482
- Patrick Hepburn, 1e graaf van Bothwell, 1502
- James Hamilton, 1e graaf van Arran, (?)
- Archibald Douglas, 5e graaf van Angus, (?)
- Robert Maxwell, 4e Lord Maxwell, (?)
- Adam Hepburn, 2e graaf van Bothwell, 1511
- Patrick Hepburn, 3e graaf van Bothwell, 1544
- James Douglas, 4e graaf van Morton, 1567
- Francis Stewart, 1e graaf van Bothwell, 1578
- James Stewart, 4e hertog van Lennox, 1626
- John graaf van Linlithgow, during minority of hertog van Lennox, (?)
- James hertog van Lennox en Gordon (d 1672), 1633
- Alexander Bruce, 3e graaf van Kincardine, (vice admiral), 1668
- James VII, hertog van York, 1673
- William Douglas, hertog van Hamilton, (?)
- Charles Lennox, 1e hertog van Richmond en Lennox, (?)
- James Graham, 1e hertog van Montrose, 1702
- David Wemyss, 4e graaf, 4e graaf van Wemyss, 1706

## Vice admiral
- David Wemyss, 4e graaf, 4e graaf van Wemyss, 1708
- John Hamilton-Leslie, 9e graaf van Rothes, 1714
- Charles Douglas, 3e hertog van Queensberry, 1722
- John Dalrymple, 2e graaf van Stair, 1729
- George Douglas, 13e graaf van Morton, 1733
- James Ogilvy, 5e graaf van Findlater, 1738
- John Carmichael, 3e graaf van Hyndford, 1764
- William Douglas, 4e hertog van Queensberry en 3e graaf van March, later hertog van Queensberry, 1767
- John Campbell, 3e graaf van Breadalbane, 1776
- William Gordon, brother of Alexander Gordon, 4e hertog van Gordon, 1782
- William Cathcart, 1e graaf van Cathcart, (died 16 Jun 1843)

office not filled, 1795